# 4644-es mellékút (Magyarország)
A 4644-es számú mellékút egy közel 20 kilométer hosszú, négy számjegyű mellékút Békés vármegye területén; Békés városát és a 470-es főutat köti össze Kétsoprony településsel és a 44-es főúttal.

## Nyomvonala
A 470-es főútból ágazik ki, annak majdnem pontosan a 10. kilométerénél lévő körforgalmú csomópontból, Békés történelmi belvárosában. Nyugat-délnyugati irányban indul, Ady Endre utca néven, majd nagyjából 400 méter után, egy kisebb kiteresedést követően Szarvasi utca lesz a neve. 1,6 kilométer után lép ki a belterületről – itt már majdnem pontosan nyugati irányban húzódva –, bár az északi oldalát még majdnem egy kilométeren keresztül a város házai szegélyezik.
4,9 kilométer után éri el Murony keleti határszélét, onnan mintegy fél kilométeren át a határvonalat kíséri, majd teljesen e község területére lép. A lakott terület keleti szélét 6,3 kilométer után éri el, ott ismét Szarvasi út lesz a neve. 6,9 kilométer után kiágazik belőle délnyugat felé a 46 168-as út: ez a 47-es főúttal köti össze a faluközpontot, de szerepe van Murony vasútállomás elérésében is. 7,2 kilométer után az út keresztezi a Murony–Békés-vasútvonal, majd 150-200 méterrel arrébb a Szolnok–Békéscsaba–Lőkösháza-vasútvonal vágányait, ott egyben ki is lép a településről.
Pontosan a tizedik kilométerénél egy körforgalmú csomópontba fut bele: itt a 47-es főúttal keresztezik egymást, utóbbi pár lépéssel a 116. kilométere előtt jár ezen a szakaszon. A körforgalomból kilépve már Kamut területén folytatódik, 200 méterrel arrébb pedig kiágazik belőle dél felé a 46 167-es út, a település lakott területére. Ez utóbbit a 4644-es út épp csak északról súrolja, a 12. kilométerétől alig 400 méteren át, addig, amíg a 46 167-es út vissza nem torkollik bele.
A 13+550-es kilométerszelvénye táján az út egy elágazáshoz ér: egyenesen, az eddig követett nyugati irányában innen csak egy alsóbbrendű önkormányzati út folytatódik, a 4644-es pedig délnyugatnak fordul. 17,8 kilométer után átlép Kétsoprony területére, 18,7 kilométer után pedig keresztezi az (építés alatt álló) M44-es autóút nyomvonalát. A 44-es főútba beletorkollva ér véget, annak 104+750-es kilométerszelvényénél, Kétsoprony belterületétől légvonalban 2, közúton csaknem 4 kilométerre.
Teljes hossza, az országos közutak térképes nyilvántartását szolgáló kira.gov.hu adatbázisa szerint 19,678 kilométer.

## Települések az út mentén
- Békés
- Murony
- (Kamut)
- (Kétsoprony)